# Azzone Visconti
Azzone Visconti (Ferrara, 1302. december 7. – Milánó, 1339. augusztus 16.) 1329-től haláláig Milánó ura. Nagybátyja, Marco Visconti halála után kiközösítéssel fenyegették, és alá kellett vetnie magát XXII. János pápa uralmának. Azzone helyreállította családja birtokait, számos várost elfoglalva. 1339-ben Milánóban 36 évesen betegségben halt meg.

## Élete
Ferrarában született, I. Galeazzo Visconti és Beatrice d’Este (1268–1334) egyetlen törvényes fiaként. 1322-ben már Piacenza ura volt, ahonnan még ugyanebben az évben apjával együtt menekülni kényszerült. 1325-ben csapatokat vezényelt az altopasciói és zappolinói csatákba, s mindkettőben győzelmet aratott a guelfek felett.
1327-ben apját, Galeazzót és a Visconti-család összes többi vezető tagját letartóztatták Galeazzo öccse, Stefano meggyilkolása vádjával. Területeiket a császár elkobozta, és a helyi családok átvették az irányítást sok olyan város felett, amelyek régóta a Viscontiakhoz kötődtek. Magát Milánót egy kinevezett új birodalmi, a viscontiakkal ellenséges tanács irányította. Ezért, amikor Galeazzo még abban az évben meghalt, a Viscontiak ereje mélypontra került.
Azzone azonnal harcba keveredett nagybátyjával, Marcóval Milánó irányításáért. 1329-ben egy másik nagybátyja, Giovanni támogatásával 60 000 (vagy 125 000) fiorinóért megvásárolta a milánói császári helytartói címet IV. Lajos német-római császártól. (Ugyanakkor Giovannit több magas tisztségre is kinevezte V. Miklós ellenpápa. Azzone csak 12 000 -et fizetett meg az ígért összegből, a gyenge Lajos nem tudta kikényszeríteni a fizetést. Ugyanebben az évben Marcót megölték, Azzonét pedig egyik gyilkosaként nevezték meg, de soha nem ítélték el. 
Ez a manőver felgerjesztette XXII. János pápa haragját, aki kiközösítette Azzonét, átok alá helyezte Milánó városát, és francia szövetségesei inváziójával fenyegetőzött. E nyomás hatására Azzone kénytelen volt alávetni magát a pápának, és lemondani birodalmi helytartóságáról, bár megőrizte politikai hatalmát Milánóban, ahol 1330. március 15-én a város signoréjává nevezték ki.
1331-ben Azzone feleségül vette Savoyai Katalint, II. Vaud Lajos lányát. Ugyanezen év augusztusában szövetkezett I. Theodorral, Montferrat őrgrófjával, Anjou Róbert király ellen, hogy elfoglalja északnyugat-olaszországi birtokait. 1332-ben Bergamót és Pizzighettonét is meghódította, 1335-ben pedig Lodival, Cremával és más lombardiai városokkal, amelyek behódoltak a pápai államnak, valamint Vercellit és Cremonát .
1339 februárjában Azzone köszvényben szenvedett, ezért Lodrisio Visconti lázadásával szemben, aki zsoldos csapatokat bérelt fel, Luchino Viscontit bízta meg a milánói hadsereg parancsnokságával. Lodrisiót a milánóiak legyőzték a parabiagói csatában, és San Colombano al Lambro kastélyába zárták.
Azzone 1339. augusztus 16-án halt meg köszvényes rohamban, és a néhány évvel korábban alapított San Gottardo-templomban temették el. Nem voltak férfi örökösei (csak egy lánya volt, Luchina), és Milánó uraként Giovanni és egy másik nagybátyja, Luchino követte őt. Politikai és katonai pályafutása mellett Milánóban és Lombardia más városaiban végzett nagyszerű építkezéseiről emlékeznek rá.

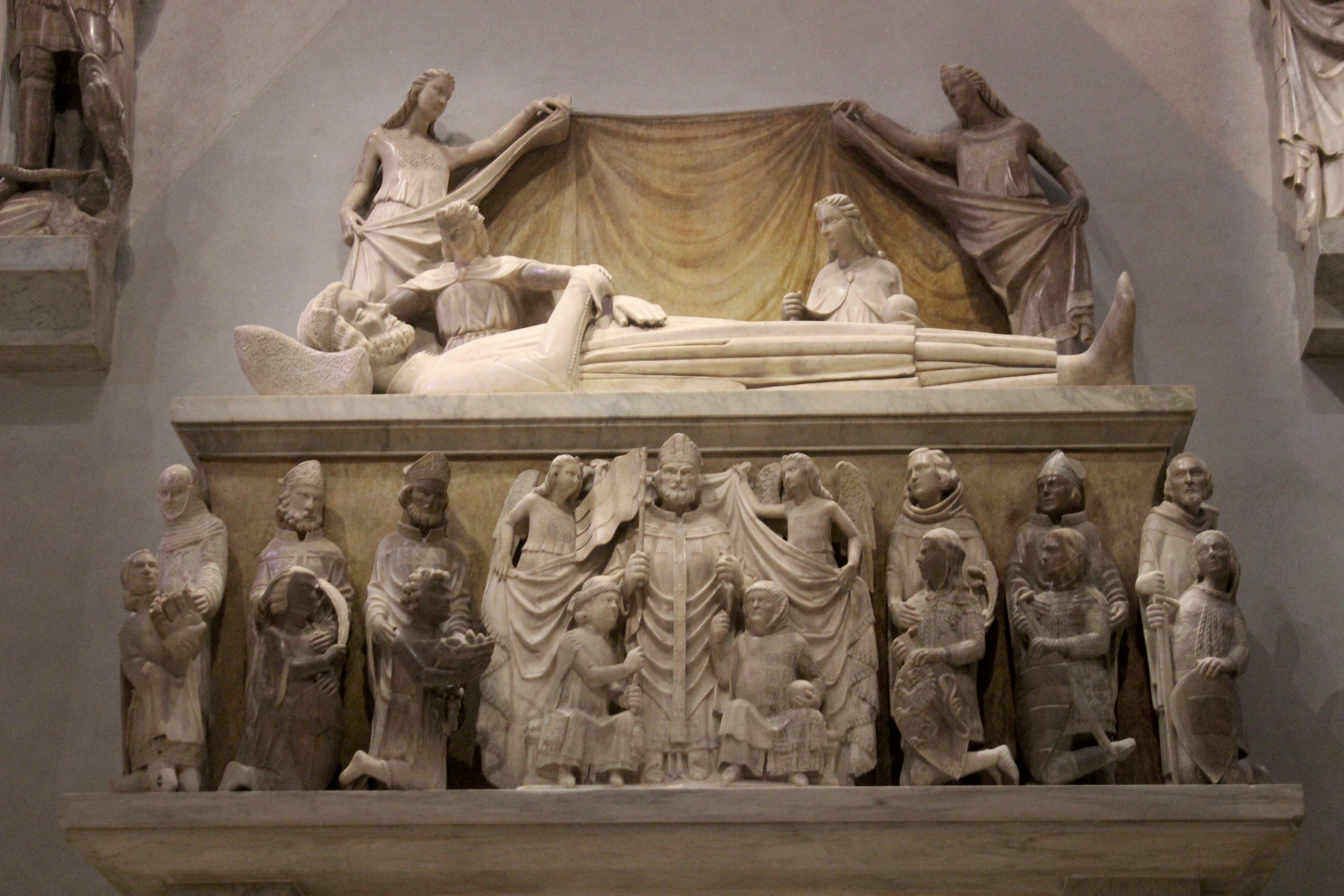
Azzone Visconti sírját a San Gottardo in Corte templomban (korábban a milánói királyi palota kápolnája) Giovanni di Balduccio és műhelye faragta. A rajta lévő dombormű azt mutatja, ahogy bajor Lajos császár Azzone Viscontit a birodalmi helynöki címmel ruházza fel. Az emlékművet a neoklasszicista templom rekonstrukciója során lebontották, és a modern időkben újjáépítették a most látható módon; ennek több részlete azonban időközben elveszett

.

## Fordítás
Ez a szócikk részben vagy egészben  az   Azzone Visconti című angol Wikipédia-szócikk ezen változatának fordításán alapul.  Az eredeti cikk szerkesztőit annak laptörténete sorolja fel. Ez a jelzés csupán a megfogalmazás eredetét és a szerzői jogokat jelzi, nem szolgál a cikkben szereplő információk forrásmegjelöléseként.